# Dauksza
Dauksza herbu Pierzchała, (ur. w XIV w., zm. w XV w.) – bojar litewski, adoptowany podczas unii horodelskiej (1413).

## Życiorys
W 1413 roku podczas unii horodelskiej doszło do przyjęcia przez polskie rodziny szlacheckie, bojarów litewskich wyznania katolickiego (tzw. adopcja herbowa). Jednym z ważniejszych dowodów tamtego wydarzenia jest istniejący do dziś dokument, do którego przyczepione są pieczęcie z wizerunkami herbów szlacheckich.
Z dokumentu dowiadujemy się o istnieniu Daukszy, który został adoptowany przez przedstawicieli Pierzchałów.

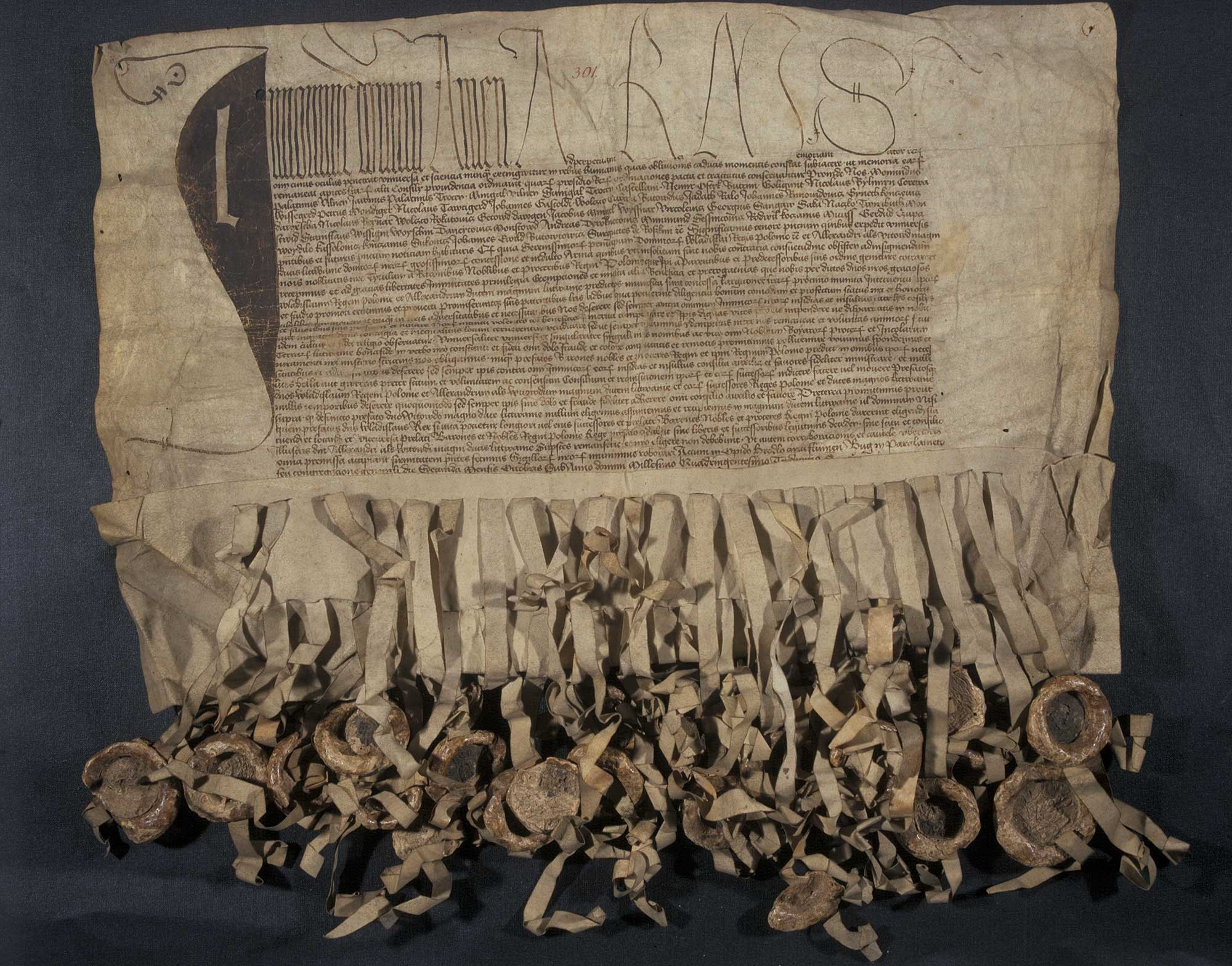
Dokument unii horodelskiej z 1413 roku z przyczepionymi pieczęciami

We współczesnych czasach żyło co najmniej dwóch Daukszów, z tego powodu trudno stanowczo rozstrzygnąć, do którego z nich odnoszą się poszczególne wzmianki w zapiskach historycznych. 
Według polskiego historyka, Władysława Semkowicza, możliwe jest, że omawiany Dauksza to tem sam bojar żmudzki z włości kołtyniańskiej, który w 1390 roku w szeregu innych Żmudzinów składał Zakonowi Krzyżackiemu i w. k. s. Witoldowi, przyrzeczenie pomocy.
Nie jest też pewne, czy jest tą samą osobą co Dauksza, świadczący na dokumentach króla Kazimierza IV Jagiellończyka z połowy XV wieku. W tym czasie jakiś Dauksza jest też namiestnikiem bobrujskim.
Występujących na Żmudzi i Litwie wsi o nazwie Dauksze czy Daukszyszki jeszcze w XX w. było wiele, zwłaszcza w powiecie oszmiańskim. Nie ma pewności czy pozostają w jakichkolwiek powiązaniach z przedstawianym bojarem.

### Życie prywatne
W połowie XV w. w jednym z historycznych aktów starolitewskich znajduje się wzmianka o „Panie Dowszkiewiczu”. Jest to informacja ważna z uwagi na występujące ówcześnie w Wielkim Księstwie Litewskim nazwiska patronimiczne, czyli nazwiska utworzone na podstawie imienia ojca. Mógłby być to syn omawianego Dauksza, jednakże brak jest wystarczających dowodów na potwierdzenie tej tezy.
W roku 1474 występują dwaj Daukszewicze, Wojciech Jan i Stanisław. Ponownie, nie wiadomo czy mają coś wspólnego z przyjętym przez Polaków do rodu Pierzchałów Daukszem.
Polski genealog, Marek Minakowski, na podstawie informacji podanych przez Adama Bonieckiego, przypisuje Daukszy ojca o imieniu Kinunt . Jest to błąd, ponieważ Dauksza, syn Kimunta, pojawiający się w dokumentach historycznych na przestrzeni lat 1401–1432, wyszedł z rodu Paców–Kimontowiczów, pieczętujących się herbem własnym i herbem Gozdawa.